# Buffalo Lake (Minnesota)
Buffalo Lake é uma cidade localizada no estado americano de Minnesota, no Condado de Renville.

## Demografia
Segundo o censo americano de 2000, a sua população era de 768 habitantes. 
Em 2006, foi estimada uma população de 754, um decréscimo de 14 (-1.8%).

## Geografia
De acordo com o United States Census Bureau tem uma área de 
1,6 km², dos quais 1,6 km² cobertos por terra e 0,0 km² cobertos por água. Buffalo Lake localiza-se a aproximadamente 326 m acima do nível do mar.

## Localidades na vizinhança
O diagrama seguinte representa as localidades num raio de 24 km ao redor de Buffalo Lake. 